# Nîkîforivka, Dolînska
Nîkîforivka (în ucraineană Никифорівка) este un sat în comuna Ivanivka din raionul Dolînska, regiunea Kirovohrad, Ucraina.

## Demografie
Componența lingvistică a localității Nîkîforivka
     Ucraineană (71,83%)
     Rusă (28,17%)
Conform recensământului din 2001, majoritatea populației localității Nîkîforivka era vorbitoare de ucraineană (71,83%), existând în minoritate și vorbitori de rusă (28,17%).